# 科季納河
63°37′49″N 39°03′24″E / 63.63028°N 39.05667°E
科季納河是俄羅斯的河流，由阿爾漢格爾斯克州負責管轄，屬於奧涅加河的右支流，河道全長183公里，流域面積約2,700平方公里，河水主要來自融雪，每年十一月至翌年五月結冰。